# Serpentí (química)

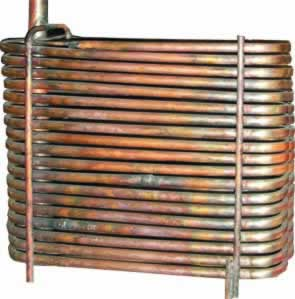
Serpentí

El serpentí és un tub interior de vidre, de forma enrotllada, centrat en un altre tub més ample, pel qual circula aigua freda. Permet refredar o condensar un vapor mitjançant la seva circulació per l'interior d'un tub envoltat d'aigua freda o d'un refrigerant.